# Георги Берков
Георги Берков (27 октомври 1926 г. – 5 септември 1995 г.), наричан по прякор Белия орел, е български футболист и прочут треньор по футбол. Клубна легенда на Локомотив (София).
Като треньор работи в редица български клубове. През 1968 г. извежда националния отбор до сребърните медали на Олимпиадата в Мексико.

## Състезателна кариера
Като футболист Берков играе за Торпедо (Плевен) и Локомотив (София). Изявява се като нападател. С Локомотив е носител на националната купа през 1953, както и бронзов медалист в А група през 1952 и 1954.

## Треньорска кариера
Берков започва треньорската си кариера през 1960 г. като помощник-треньор в Локомотив (София). Две години по-късно застава начело на отбора и изгражда много силен състав. Под негово ръководство през 1963 г. Локомотив печели европейската железничарска титла, а през сезон 1963/64 става шампион на България.
През 1965 г. е назначен за старши треньор на Дунав (Русе), където работи в продължение на две години. След това се завръща в Локомотив (София) и води отбора до обединението му със Славия през януари 1969 г. Успоредно с това през 1968 г. е селекционер на олимпийския отбор на България, с който печели сребърен медал от игрите в Мексико'68. След успеха получава званието „Заслужил треньор“.
През 1970/71 е начело на ЖСК Славия, а след като двата отбора се разделят през лятото на 1971 г. отново става старши треньор на Локомотив. През май и юни 1972 г. е селекционер на националния отбор на България в два мача.
През лятото на 1972 г. поема втородивизионния Пирин (Благоевград). Под негово ръководство през сезон 1972/73 отборът завършва на 1-во място в Южната Б група и печели промоция за елита. Работи в клуба две години.
През 1975 г. Берков поема Берое (Стара Загора). След това работи като старши треньор и в Миньор (Перник).
През 1981 г. се завръща за пореден път начело на Локомотив (София). През сезон 1981/82 под негово ръководство отборът печели Купата на Съветската армия, когато турнирът вече има второстепенен характер.

## Успехи

### Като футболист
Локомотив (София)
- Национална купа:
  -  Носител: 1953

### Като треньор
Локомотив (София)
- А група:
  -  Шампион: 1963/64

- Купа на Съветската армия:
  -  Носител: 1981/82

България (олимпийски отбор)
- Летни олимпийски игри:
  -  Сребърен медалист: 1968